# COMP (完全食)
COMP（コンプ）は、株式会社COMPが販売する完全栄養食。2024年4月12日よりUHA味覚糖の子会社となった。

## 概要
2016年より発売されており、パウダー、グミ、ドリンクの3種類が存在する。商品は度々アップデートされており、商品名末端に『v4』などバージョン名を付加して展開されている。また、現状ではPowderに限るが低糖質タイプの『LC』も登場している。
厚生労働省「日本人の食事摂取基準」に基づいて開発された日本初の完全栄養食であることが謳われている。
2023年から大手ショッピングサイト・Amazonに再進出している。

## 種類

### 現行製品
COMP Powder(TB・LC)
水や飲み物に溶かして飲むタイプ。コーンスープやコーヒー、ジュースなど、様々な飲み物に使用可能で、溶かしたドリンクを飲むだけで食事が完了するとされている。
v4までは豆乳風味のみだったが、現在のv6.0(TB)・v2.1(LC)ではプレーンを基本に各4種類のフレーバーが発売されている。
形態：Powder Pack 1袋約100g使いきりサイズ1箱12袋入(TB・LC)・Powder Bags 1袋約1kgの大きなパック×2(TB プレーンのみ)
COMP Gummy
UHA味覚糖との共同開発により作られた世界初の完全バランス栄養食グミ。味はフルーツミックス風味で、他と違い咀嚼力が衰えづらいことがメリットとされる。
形態：20パック×1箱
COMP Drink
開けて注ぐだけで飲むことができる豆乳風味のドリンク。POWDERの既成版のような形態。
形態：1000ml×6本セット
COMP Ice
冷凍庫から取り出して食べるアイスクリームの完全食。豆乳（ソイミルク）風味。
形態：120ml×6個セット
COMP Block
個包装のブロックタイプ。
　形態：24個×1箱
COMP OUTLIER
個包装のエナジーバー。この製品のみ風味の記載がないのと、アスリート向けに作られた製品のため『CONCEPT MODEL』と示されている。
形態：24本×1箱

### 過去に発売されていた製品
COMP DETECTIVE v1.0
　　砂糖無添加、無炭酸のエナジードリンクタイプ。2023年11月3日に発売終了となり、「v2.0の開発を進めている」との事だが2024年7月現在で新しい情報はない。
　　発売時期：2022年8月3日 ～ 2023年11月3日
　　形態：30本×1箱